# Bowshank Tunnel
Der Bowshank Tunnel ist ein Eisenbahntunnel in der schottischen Council Area Scottish Borders. Er befindet sich in einer dünnbesiedelten Region zwischen den Ortschaften Galashiels im Süden und Stow im Norden.

## Beschreibung
Durch den Tunnel führen die Gleise der Waverley Line (Edinburgh–Carlisle). Die Bahnstrecke folgt ab Galashiels dem Ostufer des Gala Water. Dieses beschreibt am Ort des Tunnels jedoch eine enge Schlinge, die für den Bahnverkehr ungünstig zu folgen ist. Man führte die Strecke stattdessen in einem leichten Bogen durch je eine Brücke auf beiden Seiten der Schlinge zweimal über den Fluss. Der Bowshank Tunnel liegt zwischen beiden Brücken und verläuft durch den Umlaufberg.
Der Tunnel weist eine Länge von rund 195 m auf. Das Südportal ist mit Quadersteinen ausgemauert, die zu einem rustizierten Schichtenmauerwerk verbaut sind. Am Nordportal wurde hingegen nur grob behauener Bruchstein verwendet. Die Tunnelröhre selbst ist ausgemauert. Das Mauerwerk weist verschiedene Spuren von Reparaturarbeiten auf. So wurden teilweise neue Backsteine eingesetzt. Das Südportal wurde außerdem zusätzlich mit Beton verstärkt. Nahe dem Südportal sind Wandnischen für die Streckenwärter eingelassen.
Nach der Schließung der Waverley Line in den 1960er Jahren, wurde der Tunnel obsolet und die Gleise wurden entfernt. Im Zuge des Wiederaufbaus der Strecke als Borders Railway (Edinburgh–Tweedbank) wurden 2014 wieder zwei Schienenstränge durch den Bowshank Tunnel verlegt. Seit dem 6. September 2015 verkehren wieder planmäßig Züge durch den Tunnel.

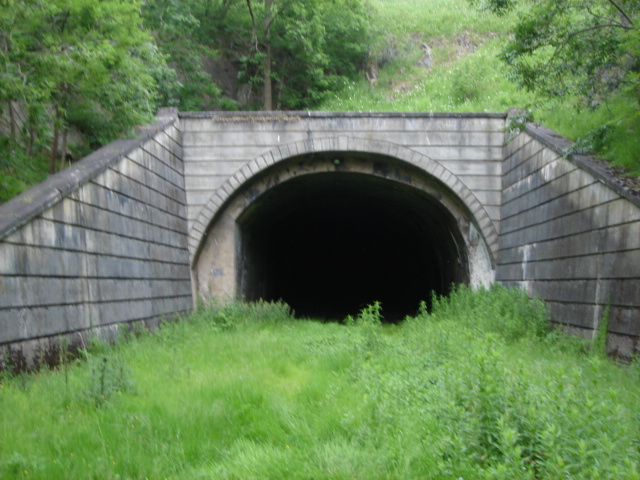
Südportal
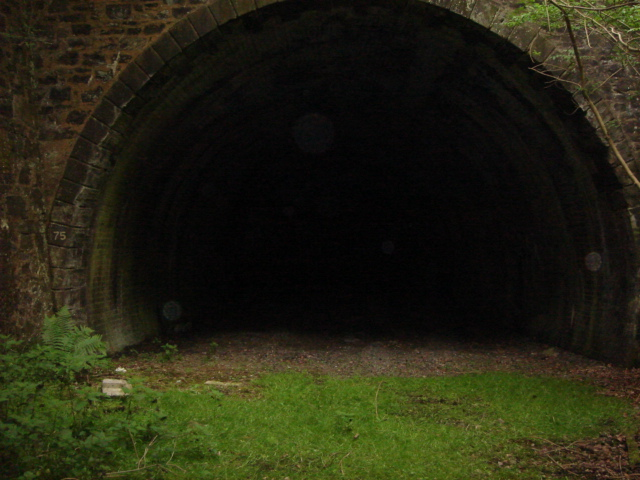
Nordportal
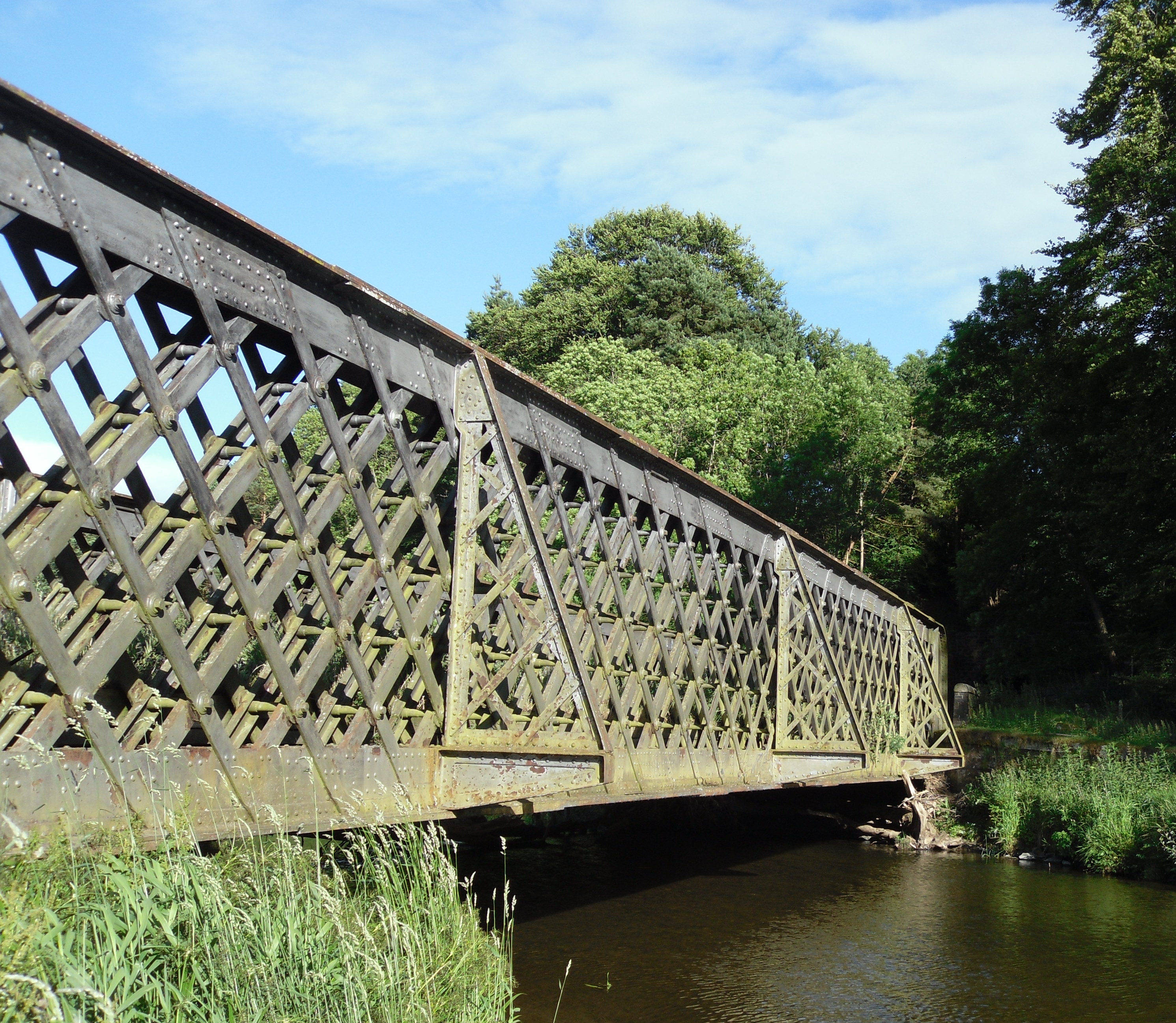
Brücke über das Gala Water